# Rogacz (dopływ Białej Wody)
Rogacz – potok, prawy dopływ Białej Wody.

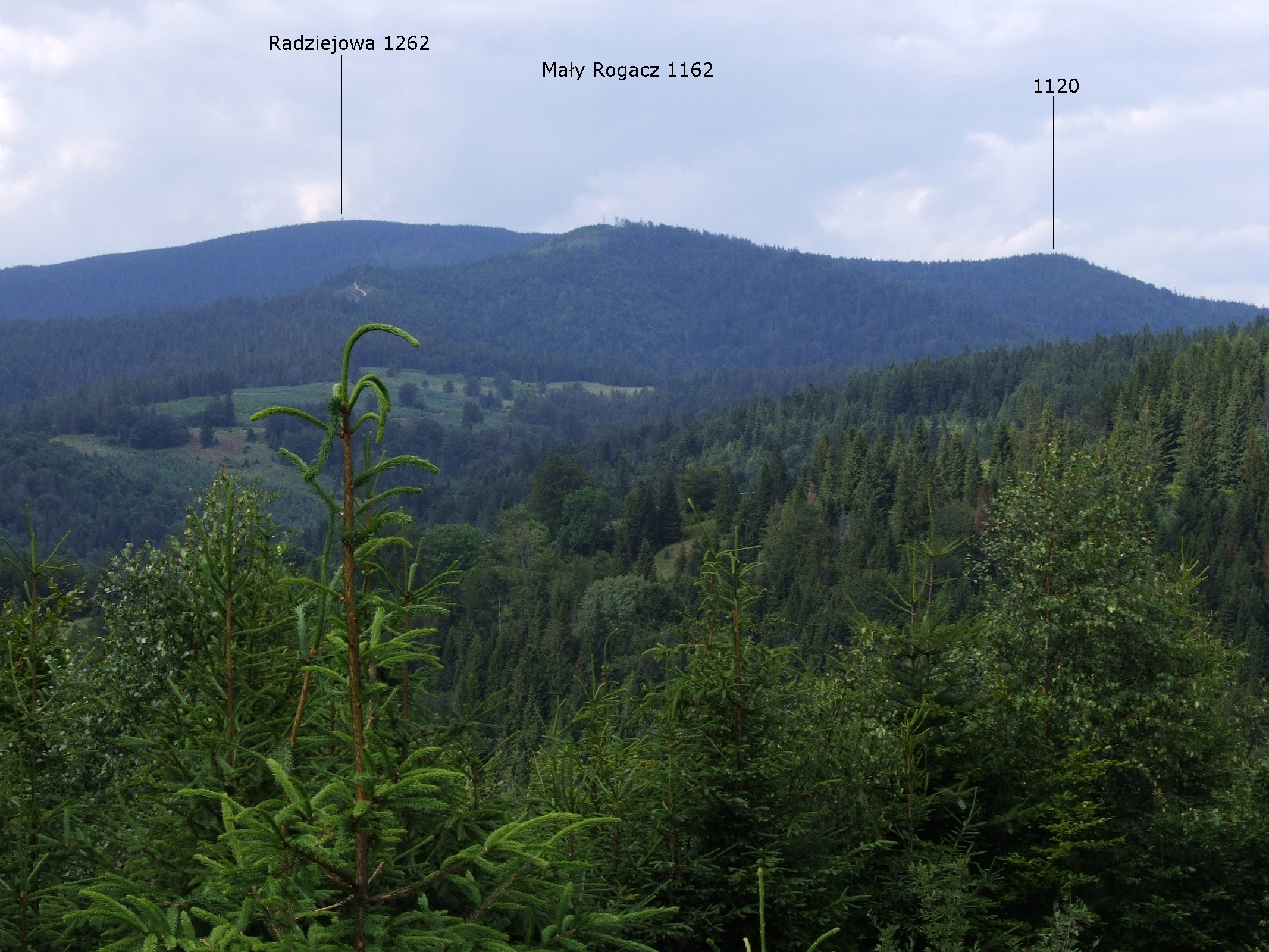
Dolina Rogacza

Potok wypływa na wysokości około 950 m. Spływa w południowym kierunku i na wysokości około 770 m uchodzi do Białej Wody. Płynie cały czas przez zalesione obszary. Orograficznie prawe zbocza jego doliny tworzy południowy grzbiet Małego Rogacza, Pokrywisko (975 m), Ruski Wierch (933 m) i Jasielnik (886 m), zbocza lewe południowy grzbiet biegnący od zwornika po zachodniej stronie Przełęczy Gromadzkiej (931 m) po Hurcałki (938 m).
Dawniej cały bieg potoku znajdował się w obrębie zamieszkałej przez Łemków miejscowości Biała Woda i jego zbocza były bardziej bezleśne, wykorzystane pod ich pastwiska. Po ich wysiedleniu teren ten włączony został w obręb miejscowości Jaworki w województwie małopolskim, w powiecie nowotarskim, w gminie miejsko-wiejskiej Szczawnica. Bezleśne zbocza doliny Rogacza samorzutnie zarastają, są także zalesiane.